# Digitonthophagus gazella
El escarabajo estercolero africano, Digitonthophagus gazella (Fabricius 1787), es un escarabajo coprófago de la familia Scarabaeidae originario de África y la India que ha sido introducido en varias partes del mundo para el control biológico de plagas asociadas a las heces de ganado; ahora se encuentra naturalizado en varios países del continente americano.